# Les Épées méga-magiques
 (février 2017).
Si vous disposez d'ouvrages ou d'articles de référence ou si vous connaissez des sites web de qualité traitant du thème abordé ici, merci de compléter l'article en donnant les références utiles à sa vérifiabilité et en les liant à la section « Notes et références ».
Les Épées méga-magiques (Mighty Magiswords) est une série télévisée d'animation américaine, créée par Kyle A. Carrozza et diffusée en épisodes courts sur Cartoon Network du 6 mai 2015 au 13 juin 2016. Elle a été reprise entre le 29 septembre 2016 et le 17 mai 2019 sur la même chaîne.
En France, les épisodes courts sont diffusés à partir du 30 janvier 2017 sur Cartoon Network France et la saison 1 depuis le 6 mars 2017 sur la même chaîne. Elle est rediffusée sur Boing depuis le 5 février 2020.
En 2022 tous les épisodes ont été retirés de HBO Max.

## Synopsis
Vambre et Prohyas, deux guerriers frère et sœur, sont les Guerriers à Louer. Ils vivent avec leur colocataire dragon-hippopotame Grup et parcourent le monde à la recherche d'épées méga-magiques.

## Distribution

### Voix originales
- Kyle A. Carrozza : Prohyas, Grup, homme sans âge
- Grey DeLisle : Vambre, la mystérieuse femme à capuche
- Eric Bauza : Hoppus, Phil, Roi Rextopher
- Johnny Yong Bosch : Broccoli Punch / Brock L. Doccoli / Gruntion 1

## Épisodes

### Épisodes courts (2015-2016)
| 1. Guerriers à louer 2. Vaincre le dragon ! 3. Piscine de ouf ! 4. Guerriers contre sorciers 5. Dauphin 6. Tomate 7. Tailler dans le roc 8. Rocochon 9. Plein la vue 10. Dauphin libéré 11. Dino de compagnie 12. En un tour de main 13. La Citrouille a la trouille 14. Cactusatak 15. Vieille Rancune 16. Copie double 17. Dino en balade 18. Usurpation d'identité 19. Marche arrière 20. Vambre n'en fait qu'à sa tête 21. Livrovore 22. Can I Keep It 23. Un lapinou tout tristounet 24. Pour l'amour... des livres ! 25. Grup au boulot | 1. Le Gardien du masque 2. Super Fusée 3. Échelle escamotable 4. Céleri 5. Bulle explosive 6. Soul Patch 7. Couleurs 8. Premières impressions 9. Lampe-torche 10. Playdate 11. Toile d'araignée 12. Dingue 13. Pourquoi 14. Sans travail... 15. La Fourchette enchantée 16. Le Dé à coudre du destin 17. Le Théâtre de l'esprit 18. Le Chandelier rôti 19. Le Piquant de l'hypocrisie 20. Coupe-ongles 21. Cuppa Joe 22. Monobrow 23. Petite bombe bleue 24. Anguille |

### Saison 1 (2016-2017)
| 1. Le mystère du Loch Berk (The Mystery of Loch Mess) 2. L'invasion des écureuils (Squirrelled Domination!) 3. Relooking (Case Clothed) 4. Bouffo le rigolo (Surely You Jesto) 5. Un bon bain pour Grup ! (Cleanliness Is Next to Grupliness) 6. Un royaume pour Neddy ! (The Wrath of Neddy) 7. La menace champignon (Mushroom Menace) 8. Penny Plasme (Flirty Phantom) 9. L'écaille de stégosaure (Working for Scales) 10. Un roman pour de faux (Felonious Prose) 11. La maison de Sorcière Simone (Potion in the Ocean) 12. Méchant méchant flic (Bad Bad Cop) 13. Grup veut chanter (Gotta Get Grup to Get Down) 14. Voleur public no 1 (Thick as Thieves) 15. Sauvez-moi !!!! (Biggest Fan) 16. Donjon et nouvelle mission (Dungeons and Dayjobs) 17. La petite épée des horreurs (Little Sword of Horrors) 18. 'Champion du petit déjeuner (Champions of Breakfast) 19. Ventre sur pattes (Gut Feelings) 20. Grup Jam (Grup Jam) 21. Le livre de Jouvence (The Tome of Morrow) 22. Inutile de partager ! (Share and Share Dislike) 23. La saga Rocochon, partie 1 (The Saga of Robopiggeh!) 24. La saga Rocochon, partie 2 (The Saga of Robopiggeh!) 25. Vieil homme l'a mauvaise ! (Bad Man Oldman) 26. Sorcière Simone gâche tout (Witchy Simone Ruins Everything) | 1. L'ami Neddy (Strange Nedfellows) 2. Le repos du guerrier (Bad Heir Day) 3. Le Brocoli Comedy Show (Action Comedy) 4. Le temps des non-souvenirs, ne faites pas confiance à cet homme ! (Random Acts of Memory) 5. Chef oui chef (Elect to Decline) 6. Docky et Budford : triste aventure (Docky and Buford's Decidedly Pathetic Adventure) 7. Lutrolls contre Kotassiens (They See Me Trollblin) 8. La bête hideuse (Hideous Hound) 9. Prise de tête (Getting Ahead) 10. La grotte de la soupe au lait (The Cave of Gelatinous Doom!) 11. Trompe qui peut (Pachydermus Interruptus) 12. Le grand Poulpéo (Squideo Games) 13. Sœurs de sorts (Sibling Sorcery) 14. De quoi je me mêle !? (Don't Read the Comments) 15. Hoppus le traqué (Hoppus the Hunted) 16. Transyl-bébés (Transylbabies) 17. Formulaireland (Bureaucrophobia) 18. On continue ? (Continue?) 19. Chasse aux trésors (Hunting for Scavengers) 20. Attrapez-moi ce Borfl ! (Get That Borfl!) 21. La convention du dauphin (Unconventional Dolphinism) 22. Retour en classe ! (School's In, Oh Bummer!) 23. Jeux de mots (Letter Wronging Campaign) 24. Épée rebelle (Taming of the Swords) 25. En quête de savoir, partie 1 (Quest for Knowledge!) 26. En quête de savoir, partie 2 (Quest for Knowledge!) |

### Saison 2 (2018-2019)
| 1. Un cadeau pour maman (Collection Infection) 2. Pilosita (To Balderly Go) 3. Narval d'amour ! (For the Love of Narwhal!) 4. La victoire en pleurnichant (Winning at Whining) 5. Une histoire d'armure ! (Suitable Armor) 6. Terrain mouvant (Changeable Terraingable) 7. Fais-nous rire, Flonk ! (Fixing-a-Flonk!) 8. C'est quoi mon nom ? (What's My Name? Starring Vambre and Prohyas Warrior!) 9. Le sous-fifre (Ain't That a Kick in the Side?) 10. Le plaisir coupable de Vambre (Vambre's Guilty Pleasure) 11. Il faut changer Cattus (The Status of Cattus) 12. La chèvre (GOAT!) 13. L'équipe des brocolis (Team of Broccoli) 14. Le centre commercial de la honte (Mall of Shame) 15. L'agent de destruction (Agent of Destruction) | 1. L’entraînement (Straining Day) 2. Trauma-Plouf (Dunkadelic) 3. titre français inconnu (The Incredible Tiny Warriors, Part 1) 4. titre français inconnu (The Incredible Tiny Warriors, Part 2) 5. Cattus fait pour aider (Helping Cattus Help) 6. Verrues et compagnie (Warts and All) 7. Trop commercial (Too Commercial) 8. Bimbo comme un chat dans l’eau (Like Water for Bimm) 9. La hiérarchie (The Pecking Order) 10. L'homme-poisson dit Poisson Man en pire ! (Manlier Fish the Fishlier Man) 11. Le lanolion dort d'un œil (The Lanolion Sleeps Tonight) 12. La ballade du matelot Sidney (The Ballad of Sailor Sidney) 13. Rêves extrêmes (Extreme Dreams) 14. Un bâtonnet de poisson pour toujours (Forever a Fishstick) 15. Une fête à tout casser (Sorry for Party-Oching) 16. titre français inconnu (A Mind Is a Terrible Thing) 17. titre français inconnu (Bewitched, Bothered and Bothered Some More!) 18. titre français inconnu (Train on a Snake) 19. titre français inconnu (King of the Zombeez) 20. titre français inconnu (Hiccup the Volume) 21. titre français inconnu (Ghost Taste) 22. titre français inconnu (Hangry Hangry Hoppus) 23. titre français inconnu (Pachydermus Packard and the Camp of Fantasy) 24. titre français inconnu (Let's Team Up Because We Aren't Bad Friends, Part 1) 25. titre français inconnu (Let's Team Up Because We Aren't Bad Friends, Part 2) |